# Thomas Cormier
Pour les articles homonymes, voir Cormier (homonymie).
Thomas Cormier, né à Alençon dans 1523, mort dans 1600, est un historien et jurisconsulte français.
Cormier avait produit, outre celles qu’il a publiées, des histoires de François II, de Charles IX et de Henri III, toutes en latin, qui sont restées en manuscrit.
Sa femme, après 14 ans de cohabitation, fit prononcer par l’official la nullité de leur mariage, pour cause d’impuissance. Cormier n’en épousa pas moins une seconde femme, de laquelle il eut deux fils et trois filles, qui furent reconnus de ses œuvres par les juges, malgré la réclamation de ses collatéraux.

## Publications
- (la) Histoire de Henri II (en latin), en 5 vol., Paris en 1584, in-4° ;
- (la) Le Code de Henri IV, Paris, 1608, in-4°, etc.

## Sources
- Louis-Marie Prudhomme, Dictionnaire universel, géographique, statistique, historique et politique, Paris, Laporte, 1804, p. 715.